# Rolleville
Rolleville là một xã thuộc tỉnh Seine-Maritime trong vùng Normandie miền bắc nước Pháp.

### Huy hiệu
| Arms of Rolleville | The arms of Rolleville are blazoned: Vert, on a bend sinister wavy between a dovecot argent and a garb of flax Or, 3 millwheels gules. |

## Dân số
| 1962                                 | 1968 | 1975 | 1982 | 1990 | 1999 | 2006 |
| ------------------------------------ | ---- | ---- | ---- | ---- | ---- | ---- |
| 908                                  | 910  | 873  | 1022 | 1081 | 1131 | 1152 |
| Từ năm 1962: Dân số không tính trùng |      |      |      |      |      |      |